# سهم الريح
سهم الريح مسلسل رسوم متحركة أمريكي عرض لأول مره في 12 سبتمبر 1992 واستمر عرضه حتى 4 ديسمبر 1995 . تمت دبلجة المسلسل للغة العربية بواسطة مركز الزهرة وعرض على قناة سبيستون.

## روابط خارجية
- سهم الريح على موقع IMDb (الإنجليزية)
- سهم الريح على موقع روتن توميتوز (الإنجليزية)
- سهم الريح على موقع كينوبويسك (الروسية)
- سهم الريح على موقع ألو سيني (الفرنسية)
- سهم الريح على موقع قاعدة بيانات الفيلم (الإنجليزية)